# Espacio Contemporáneo de Arte (Mendoza)
El Espacio Contemporáneo de Arte (ECA) es un espacio de exhibición de arte contemporáneo gratuito y público de la ciudad de Mendoza inaugurado en 1999. Está ubicado en el edificio del ex-Banco Mendoza, frente a la Plaza San Martin, el cual tiene la categoría de patrimonio cultural de la Provincia de Mendoza.

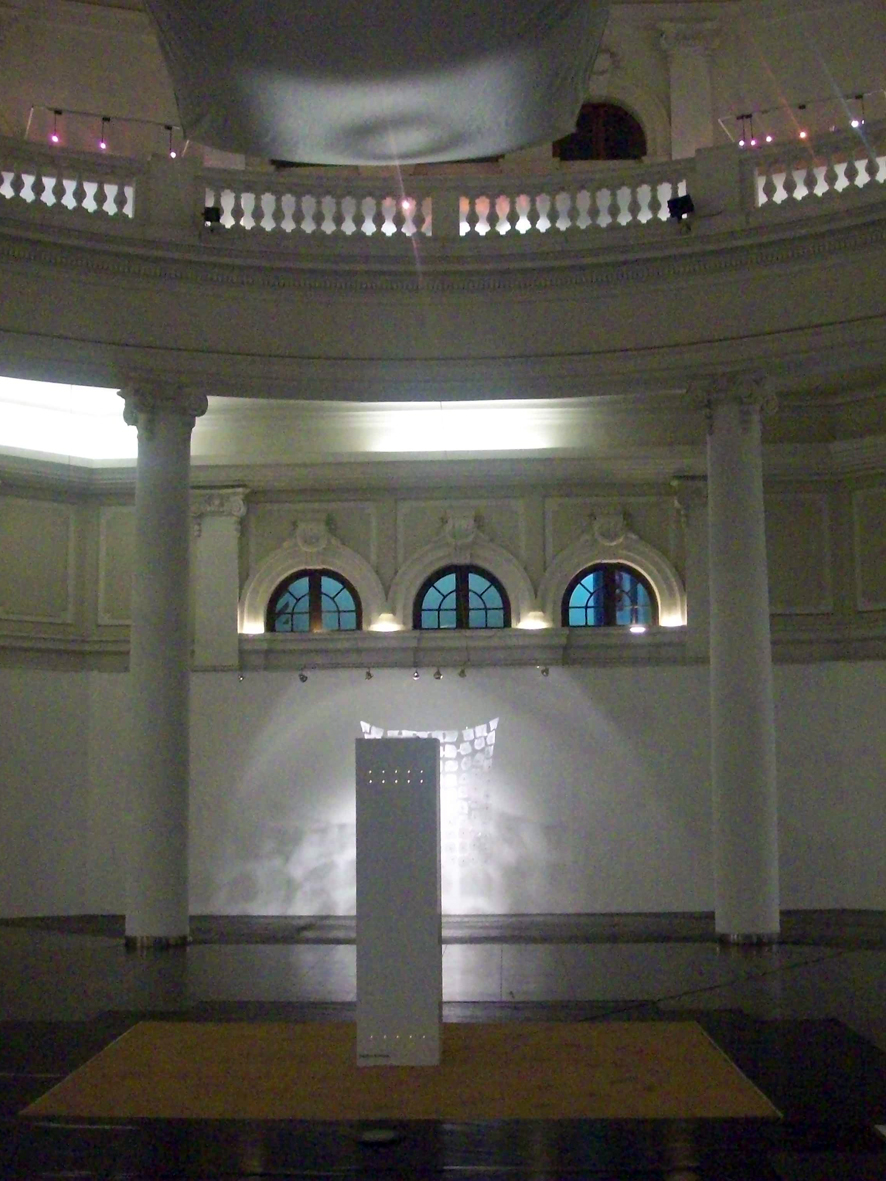
Interior del centro.

## Historia
El edificio del ex Banco de Mendoza fue declarado parte del patrimonio cultural por declaración 2939/87. Tras la caída del banco, en 1997, el edificio comenzó a ser utilizado como centro cultural.
El Espacio Contemporáneo de Arte fue creado en 1999 por iniciativa del Gobierno de Mendoza a partir de un decreto del gobernador Roberto Iglesias, que transfirió el edificio al patrimonio de Cultura de la provincia. Su primera directora fue Ana María Álvarez.